# FC Metalosport Galați
FC Metalosport Galați a fost un club de fotbal din România. O echipă cu acest nume a fost fondată înainte de 1981 dar ea a luat apoi numele de Oțelul Galați.
Actuala echipă a apărut în 2011, fiind fondată de Dorin Butunoiu, și a promovat în Liga a III-a în 2014. În 2015, în condițiile falimentului societății care administra echipa Oțelul Galați, asociația suporterilor acelei echipe intenționa să fondeze un nou club, și s-a discutat ideea preluării de către aceasta a echipei Metalosport, propunere care nu s-a concretizat.
Timp de trei sezoane, Metalosport a obținut clasări la jumătatea clasamentului ligii a III-a, beneficiind de finanțări ale autorităților locale. Aceasta a luat sfârșit în 2017, când echipa nu a mai putut să organizeze ultimul meci al sezonului 2016–2017 din lipsă de bani. De-a lungul verii, conducerea clubului spera să poată găsi un sponsor, sau să reușească o asociere cu Universitatea Dunărea de Jos, speranțe cu care echipa s-a înscris în ediția 2017–2018 a Ligii a III-a. Niciun sponsor nu a apărut, iar Universitatea a hotărât să pornească cu o echipă proprie, din liga a IV-a Galați.
Jucând doar cu juniorii, Metalosport a înregistrat doar înfrângeri la scor și ar fi putut termina sezonul, dar a fost exclusă în retur din cauza unei datorii neplătite.

## Evoluția în Campionat
| Sezonul | Liga   | Poz. | M  | V  | E | Î  | GM  | GP  | Pct.  | Note                |
| ------- | ------ | ---- | -- | -- | - | -- | --- | --- | ----- | ------------------- |
| 2011-12 | Liga 4 | 5    | 26 | 14 | 3 | 9  | 50  | 50  | 45p   |                     |
| 2012-13 | Liga 4 | 2    | 28 | 22 | 0 | 6  | 102 | 41  | 66p   |                     |
| 2013-14 | Liga 4 | 1    | 26 | 22 | 2 | 2  | 119 | 31  | 68p   | Promovare în Liga 3 |
| 2014-15 | Liga 3 | 9    | 26 | 7  | 6 | 13 | 31  | 45  | 27p   |                     |
| 2015-16 | Liga 3 | 5    | 26 | 13 | 6 | 7  | 47  | 24  | 45p   |                     |
| 2016-17 | Liga 3 | 10   | 28 | 8  | 6 | 14 | 25  | 41  | 30p   |                     |
| 2017-18 | Liga 3 | 13   | 28 | 0  | 0 | 28 | 2   | 157 | -12p* | Desființare         |

* Metalosport Galați a fost penalizată cu 12 puncte pentru neplata datoriilor, a fost exclusă din campionat și a pierdut toate meciurile din retur cu 0–3.

## Evoluția în Cupa României
| Sezonul | Faza competiție | Adversarul                 | Scor | Note     |
| ------- | --------------- | -------------------------- | ---- | -------- |
| 2015-16 | Turul 1         | Avântul Valea Mărului (GL) | 1-2  |          |
| 2016-17 | Turul 2         | Voința Ion Creangă (NT)    | 1-1  | *pen 7-6 |
| 2016-17 | Turul 3         | Transdor Tudora (BT)       | 2-1  |          |
| 2016-17 | Turul 4         | FCM Bacău                  | 1-0  |          |
| 2016-17 | Șaisprezecimi   | Luceafărul Oradea          | 0-1  |          |
| 2017-18 | Turul 2         | CSM 2007 Focșani           | 0-5  |          |

## Palmares
Campionat
- Liga a III-a
  - Locul 5 (1): 2015-2016

- Liga a IV-a Galați
  -  Locul 1 (1): 2013-2014
  -  Locul 2 (1): 2012-2013

- Cupa României
  - 16-imi: 2016–17
Finalist (1):2013–14 (faza pe județul Galați)